# Kysia Hekster
Kysia Nadine Hekster (Leiden, 22 november 1971) is een Nederlandse journaliste.
Hekster is de dochter van Yechiel Aaron (Chiel) Hekster (1947-2015), vanaf 1998 hoogleraar klinische farmacie aan de Radboud Universiteit, en Sacha Hekster-de Vries. Ze is oud-leerlinge van het Stedelijk Gymnasium Nijmegen. Kysia studeerde van 1990 tot 1996 maatschappijgeschiedenis aan de Erasmus Universiteit in Rotterdam, en verwierf in de periode 1994-1995 bekendheid als voorzitter van de Landelijke Studentenvakbond. Nadien werkte zij enige tijd voor IKON Radio (1997-1999).
Sinds 1998 is Hekster werkzaam bij de NOS, o.m. als buitenlandredacteur/verslaggever bij het Radio 1 Journaal. Van 2005 tot 2008 was ze plaatsvervangend chef buitenland bij NOS Nieuws. Hekster volgde in 2008 Peter d'Hamecourt op als correspondent in Rusland en in september 2012 Marieke de Vries als verslaggever van het koninklijk huis. In april 2021 volgde zij Thomas Spekschoor op als NOS-correspondent in Brussel.
Kysia is getrouwd met politicoloog Menno Hurenkamp. Ze is een zus van Olivier Hekster, hoogleraar oude geschiedenis in Nijmegen.